# Kanakpur Part-II
Kanakpur Part-II is een census town in het district Cachar van de Indiase staat Assam. 

## Demografie
Volgens de Indiase volkstelling van 2001 wonen er 7089 mensen in Kanakpur Part-II, waarvan 51% mannelijk en 49% vrouwelijk is. De plaats heeft een alfabetiseringsgraad van 72%. 